# Corrie (Kurzgeschichte)

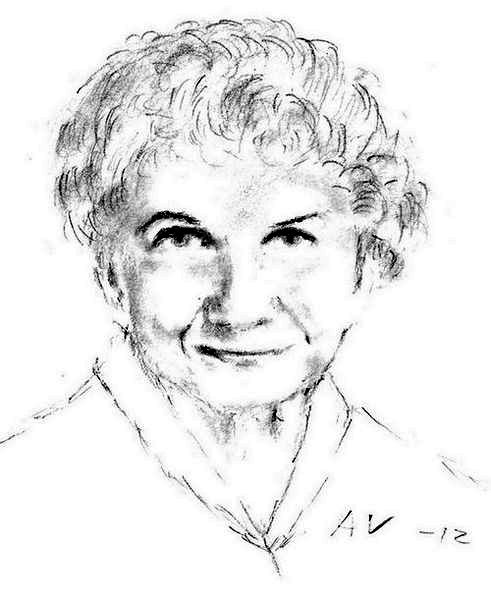
Alice Munro. Nobelpreis für Literatur 2013

Corrie ist eine Erzählung von Alice Munro aus den Jahren 2010 beziehungsweise 2012, in der verschiedene Möglichkeiten der Deutung einer Situation nebeneinander stehengelassen werden. Für Corrie (in der Fassung von 2010) wurde Munro 2012 zum dritten Mal mit dem O. Henry Award ausgezeichnet.

## Handlung
Die Geschichte handelt von einer heimlichen Liebschaft zwischen einer jungen Reichen namens Corrie und einem Ehemann, und davon, mit welchen Mitteln sie versuchen, ihre Begegnungen aufrechtzuerhalten, ohne dass dessen Ehefrau etwas davon erfährt. Bei einem Dinner sieht die ehemalige Hausangestellte von Corrie den Ehemann in Begleitung seiner Ehefrau. Durch ihr indirektes Mitwissen scheint sie die Möglichkeit der Fortsetzung des erotischen Arrangements ins Wanken zu bringen. Als der Ehemann Corrie von einem Brief der Hausangestellten erzählt, der eine regelmäßige Zahlung fordere, wird ein zuvor gezahltes Stipendium von Corrie für die Hausangestellte, das für einen Schreibmaschinenkurs gedacht war, um ihr ein neues berufliches Umfeld zu ermöglichen, in ein Schweigegeld verwandelt, das halbjährlich ausbezahlt wird, indem Corrie dem Ehemann die Summe aushändigt und er die nächsten Schritte tätigt. Anlässlich der Beerdigung der Hausangestellten Jahre später erfährt Corrie, was diese doch für ein durch und durch guter Mensch gewesen sei und es kommen ihr Zweifel, ob es diese Forderung der Hausangestellten je gegeben hat. Sie entscheidet sich, einen langen Brief an den Ehemann zu verwerfen und stattdessen als Testballon eine kurze Notiz zu schreiben. Die Antwort des Ehemannes klärt allerdings nichts auf. Der Erzähler sagt gegen Ende, dass es jetzt wohl einfach so bliebe wie es jetzt sei. Und danach: „Too late to do another thing. When there could have been worse, much much worse.“ (Ende der zweiten Fassung, 2012)

## Ausgaben und Versionen
Die erste Version von Corrie erschien 2010 im The New Yorker, die zweite 2012 in Munros vierzehnter und jüngster Sammlung Dear Life, die 2013 auf Deutsch mit dem Titel Liebes Leben erschienen ist. In englischer Sprache umfasst das Werk ca. 20 Seiten. 
In der ersten Version heißt die Hausangestellte Sadie, in der zweiten Lillian. Aus ihrer Perspektive wird in der ersten Version erzählt: „Conversation made plain that this dinner-table wife had been his wife then as she was now“, und in der zweiten: „An unknown woman with him, who, the conversation soon made plain, was his wife. It was also made plain that his wife had not come recently into the picture. Her time had overlapped with Corrie's“. Im Vergleich zur ersten Version ist in der zweiten Fassung der letzte Abschnitt durch einen knapperen und völlig anderen Text ersetzt worden. Der letzte Satz dieser ersten Fassung lautet: „When she goes down to the kitchen again she goes gingerly, making everything fit into its proper place.“ (Ende der ersten Fassung, 2010)